# Селим бин Султан
Шейх Селим бин Султан аль-Касими (? — 1919) — правитель эмирата Шарджа в 1868—1883 годах. Его правление было необычайно бурным и ознаменовалось интригами, отделением зависимых территорий от Шарджи и постоянными конфликтами. Он также недолго был правителем Рас-эль-Хаймы в 1868—1869 годах и ее вали (губернатором), в 1908—1919 годах.

## Правление
Селим ибн Султан был сыном Султана ибн Сакра Аль-Касими (1781—1866), эмира Шарджи (1803—1866), и рабыни. После смерти Халида бин Султана в 1868 году его племянник Хумайд бин Абдаллах аль-Касими взял на себя роль вали Рас-эль-Хаймы и в следующем году провозгласил независимость от Султана бин Сакра.
Саудовскому агенту из Бурайми, активно участвовавшему в ряде прибрежных споров в этом районе, удалось в апреле 1869 года организовать династическую перетасовку, когда он посадил в тюрьму Селима бин Султана, его брат Ибрагим бин Султан (который долгое время был Вали Рас-эль-Хаймы при Султане бин Сакре) был установлен как правитель Рас-эль-Хаймы, а Хумайд бин Абдулла из Рас-эль-Хаймы — как правитель Шарджи. За этим актом политического предубеждения немедленно последовала вспышка боевых действий в Шардже, и саудовский агент был убит выстрелом из пистолета. Чтобы смягчить гнев Саудитов, Селим бин Султан уступил власть в эмирате своему брату Ибрагиму, но без какой-либо реакции со стороны Эр-Рияда (и этот шаг, по-видимому, был только номинальным), он восстановил свое правление несколькими месяцами позже.

## Нарушение морского перемирия
В мае 1869 года Селим и Ибрагим вместе выступили против Хумайда бин Абдуллы (1869—1900) в Рас-эль-Хайме, высадив 1500 человек с 32 лодок. Хумайду помог отряд численностью около 500 человек, высадившийся из Умм-эль-Кавайна, и бои развернулись как в Джазират-Эль-Хамре, так и в городе Рас-эль-Хайма. Британский резидент полковник Льюис Пелли, узнав об этом нарушении морского перемирия, отплыл из Линге в Далхаузи на канонерской лодке «Хью Роуз». Прибыв в Рас-эль-Хайму 12 мая, Пелли приказал Селиму и Ибрагиму вывести свои войска из Рас-эль-Хаймы к закату следующего дня.
Однако союзы быстро менялись, и в 1871 году Селим бин Султан воспользовался отсутствием Ибрагима в поездке в Абу-Даби и при поддержке Хумайда бин Абдуллы из Рас-эль-Хаймы вместе с правителем Умм-Аль-Кайвайна закрепил свое господство над Ибрагимом, вернув себе полный контроль над Шарджой. В то же время Хумайд бин Абдулла отвоевал земли Шаам, Рамс и Шималь, которым удалось отделиться от Рас-эль-Хаймы.

## Вассалы Шарджи
Аль-Хамрия, которая ранее восстала против эмирата Шарджи, теперь сделал это снова, и его глава Сайф ибн Абдулрахман возглавил конфедерацию мелких шейхов против Шарджи в 1873 году. К 1875 году он сыграл роль посредника между правителем и другими шейхами (вероятно, Хира, Хана и Абу-Хаила) и вновь провозгласил независимость Хамрии.
Селим бин Султан назначил своего младшего брата Ахмеда вали (губернатором) в Диббе на восточном побережье в 1871 году, предоставив ему доходы от города, которые, однако, были подорваны вторжениями беспокойного племени Шахияин.
Селим бин Султан был свергнут в 1883 году своим племянником Сакром бин Халидом Аль-Касими, который выступил против него, когда он путешествовал в Рас-эль-Хайму (а его брат Ахмед был на острове Абу-Муса, где он держал лошадей).

## Вали Рас-эль-Хаймы
Селим бин Султан был назначен вали (губернатором) Рас-эль-Хаймы в 1908 году и, несмотря на страдания от паралича, консолидировал власть до такой степени, что эмират был практически независим от Шарджи. Его сын Мухаммед бин Селим управлял его делами, и он отказался от своей должности в июле 1919 года, чтобы позволить другому сыну Селима, Султану (1914—1948), взять власть. Два года спустя Султан осуществит давнюю мечту Салима о независимости Рас-эль-Хаймы, когда британцы признают эмират как самостоятельное государство в составе Договорного Омана.
Шейх Селим бин Султан умер в августе 1919 года.